# 蛋白質の副次機能

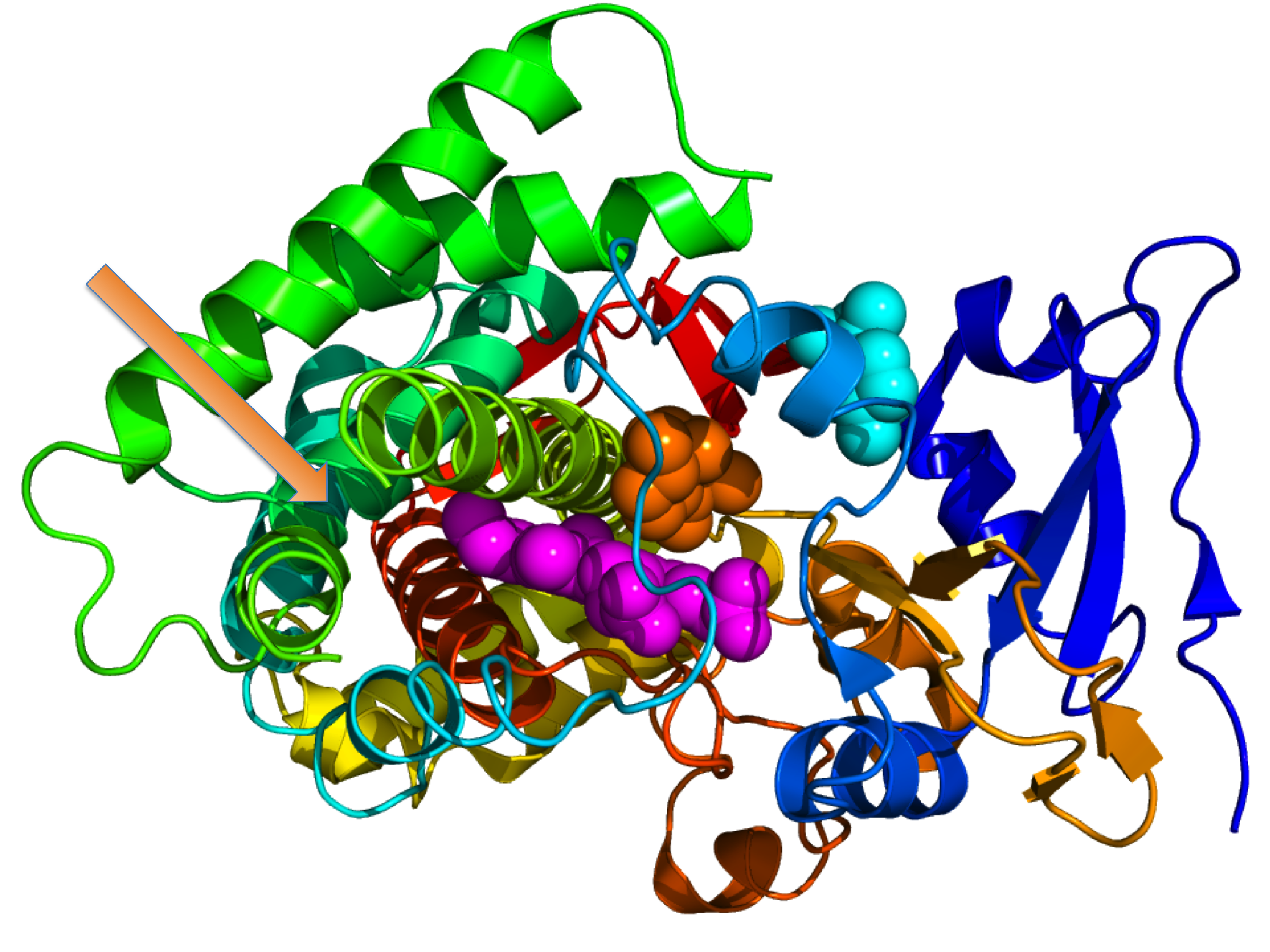
細菌S. albidoflavus由来のシトクロムP450（N末端＝青、C末端＝赤）とヘム補酵素（マゼンタの球）および内因性基質エピイソジザエン2分子（其々オレンジと水色の球）との複合体の結晶構造。オレンジ色の基質はモノオキシゲナーゼ部位に存在し、水色の基質は基質入口部位を占める。占有されていない副次的テルペン合成酵素部位(図左側)はオレンジ色の矢印で示されている。

蛋白質の副次機能（たんぱくしつのふくじきのう、英: Protein moonlighting）とは、蛋白質が主要機能の他に副次機能を果たす現象である。
遺伝子共有の一例である。

## 概要
先祖代々の複機能蛋白質は、元来は単一の機能を有していたが、進化を経て、更なる機能を獲得した。複機能蛋白質の多くは酵素であり、その他は受容体、イオンチャネル、シャペロンなどである。複機能酵素の主要機能は酵素的触媒作用であるが、これらの酵素は二次的に非酵素的な役割を獲得した。副次的な機能の例としては、シグナル伝達、転写調節、アポトーシス、運動性、骨格構造などが挙げられる。
蛋白質の複機能性は自然界で広く見られる。遺伝子の共有による蛋白質の複機能性は、単一の遺伝子を用いて、RNAの代替スプライシング、DNAの再配列、翻訳後修飾によって異なる蛋白質を生成する現象とは異なる。また、蛋白質が複数のドメインを持ち、それぞれが異なる機能を果たす多機能性（multifunctionality）とも異なる。遺伝子の共有による蛋白質の複機能性とは、遺伝子が重複することなく、また第一の機能を失うことなく、第二の機能を獲得し維持することを意味する。このような遺伝子は、2つ以上の全く異なる選択的制約下にある。
蛋白質の複機能性を明らかにするために、様々な技術が用いられてきた。細胞内、細胞型、組織内の予期せぬ場所で蛋白質が検出されれば、その蛋白質が複機能性を持つことが示唆され得る。更に、蛋白質の配列や構造の相同性を利用して、蛋白質の主機能だけでなく、副機能を推測することもできる。
遺伝子共有の最もよく研究されている例は、クリスタリンである。これらの蛋白質は、多くの組織で低レベルに発現すると酵素として機能するが、眼球組織で高レベルに発現すると高密度になり、レンズを形成する。遺伝子の共有が認識されるようになったのは比較的最近のことで、1988年にニワトリとアヒルのクリスタリンが別々に同定された酵素と同一であることが判明した後、この言葉が作られた。最近の研究では、生物界全体で多くの例が見つかっている。Joram Piatigorskyは、多くの、あるいは全ての蛋白質がある程度遺伝子の共有を示し、遺伝子の共有が分子進化の重要な側面であることを示唆している:1–7。クリスタリンをコードする遺伝子は、触媒機能と透明性維持機能の配列を維持しなければならない。
不適切な複機能性は、幾つかの遺伝性疾患の一因であり、複機能性は、細菌が抗生物質に対して耐性を獲得する機構である可能性が示されている。

## 発見
複機能蛋白質は、1980年代後半に初めて、酵素クリスタリンの研究中に観察された。水晶体クリスタリンの保存と分散は、水晶体外での副次機能によるものであることが突き止められた。当初これらの蛋白質は「遺伝子共有」蛋白質と呼ばれていたが、その後1999年に、マルチタスクを担う蛋白質と2つの仕事を兼業する人との類似性を示すために、口語的で「副業、内職」を意味する表現である“moonlighting”が採用された。「遺伝子共有」という表現は、遺伝子の水平伝播を表すのにも使われるため曖昧であり、それゆえ、“moonlighting”（蛋白質の副業）という表現が、複数の機能を持つ蛋白質を表すのに好まれるようになった。
自然な日本語訳としては「複機能」「多機能」「副次機能」であるが、既知の多機能性（multifunctionality）とは異なるとして、テクニカルタームとしては安易に「ムーンライティング」という語が使われている。

## 進化
複機能蛋白質は、単機能の蛋白質が複数の機能を果たす能力を獲得する進化の過程で生まれたと考えられている。変化により、蛋白質の使われていないスペースの多くが新たな機能を提供することができる。多くの複機能蛋白質は、2つの単一機能遺伝子が融合した結果である。あるいは、コードされる蛋白質の活性部位は通常、蛋白質全体の大きさに比べて小さいので、第二の機能部位を収容する余地が充分に残されているため、単一の遺伝子が第二の機能を獲得することもできる。更に第三の方法として、同じ活性部位が、活性部位の変異によって第二の機能を獲得することもできる。
一つの蛋白質が複数の蛋白質の役割を果たすことで、アミノ酸や蛋白質の合成に必要なエネルギーを節約できるため、進化的に生物にとって有利である可能性がある。しかし、なぜ複数の役割を持つ蛋白質が進化したのかを説明する、普遍的に合意された理論はない。一つの蛋白質で複数の役割を果たすことは、ゲノムを小さく保てるので有利に思えるが、非コードDNAが大量に存在するため、おそらくこれが副次機能獲得の理由ではないと結論づけられる。

## 機能
多くの蛋白質は化学反応を触媒する。また、骨格構築、輸送、シグナル伝達などの役割を果たす蛋白質もある。更に、多くの蛋白質は超分子集合体に凝集する能力を持っている。例えば、リボソームは90個の蛋白質とRNAから構成されている。
現在知られている複機能蛋白質の多くは、進化的に高度に保存された酵素に由来しており、古代酵素（ancient enzymes）とも呼ばれている。これらの酵素は、副次機能を進化させたと推測されることが多い。高度に保存された蛋白質は様々な生物に存在するため、二次的な副次機能を発達させる可能性が高くなる。古くから普遍的な代謝経路である解糖系に関与する酵素の高い割合が、副次機能を持つ。更に、解糖系では10種の蛋白質のうち7種が、クエン酸回路では8種の酵素のうち7種が、副次機能を持つことが示唆されている。
複機能酵素の例は、ピルビン酸カルボキシラーゼである。この酵素はピルビン酸のオキサロ酢酸へのカルボキシル化を触媒し、それによってクエン酸回路を補充する。意外なことに、H. polymorpha やP. pastoris などの酵母種では、ピルビン酸カルボキシラーゼは、ペルオキシソーム蛋白質アルコールオキシダーゼ（AO）の適切な標的化と組み立てにも必須である。メタノール代謝の最初の酵素であるAOは、ホモ八量体のフラビン酵素である。野生型細胞では、この酵素はペルオキシソームマトリックス中に酵素活性を持つAO八量体として存在する。しかし、ピルビン酸カルボキシラーゼを欠損した細胞では、AOモノマーは細胞質基質に蓄積する。このことは、ピルビン酸カルボキシラーゼが、組み立てと取り込みに全く関係のない第二の機能を持っていることを示している。AOの組み立てと取り込みに関する機能は、ピルビン酸カルボキシラーゼの酵素活性とは完全に独立している。ピルビン酸カルボキシラーゼの酵素活性を完全に不活性化するようなアミノ酸置換を導入しても、AOの組み立てと取り込み機能には影響を与えない。逆に、ピルビン酸カルボキシラーゼのAOの取り込みと組み立てにおける機能は阻害するが、蛋白質の酵素活性には影響を与えない変異も知られている。
大腸菌の抗酸化物質であるチオレドキシン蛋白質も、複機能蛋白質の一例である。バクテリオファージT7に感染すると、大腸菌のチオレドキシンはT7DNAポリメラーゼと複合体を形成し、その結果、T7感染の成立に不可欠な段階であるT7DNA複製が促進される。チオレドキシンはT7DNAポリメラーゼのループに結合し、DNAにより強く結合する。チオレドキシンの抗酸化機能は、T7 DNA複製とは完全に独立しており、この蛋白質が機能的役割を果たす可能性が高い。
アロゲン酸脱水酵素ADT2とADT5は、植物に見られる複機能蛋白質の例である。これらの蛋白質は、他のADTと同様にフェニルアラニンの生合成に関与している。しかし、ADT2はFtsZとともに葉緑体の分裂に必要であり、ADT5はストロミュールによって核に輸送される。

## 実例
| 界                            | 蛋白質          | 種                         | 機能                                      | 機能     |
| 界                            | 蛋白質          | 種                         | 主要機能                                  | 副次機能 |
| ----------------------------- | --------------- | -------------------------- | ----------------------------------------- | -------- |
| 動物                          |                 |                            |                                           |          |
| アコニターゼ                  | H. sapiens      | クエン酸回路酵素           | 鉄イオン恒常性                            |          |
| ATF2                          | H. sapiens      | 転写因子                   | DNA損傷応答                               |          |
| クラスリン                    | H. sapiens      | 膜輸送                     | 紡錘体安定化                              |          |
| クリスタリン                  | 様々            | 水晶体構造                 | 種々の酵素反応                            |          |
| シトクロムc                   | 様々            | エネルギー代謝             | アポトーシス                              |          |
| DLD                           | H. sapiens      | エネルギー代謝             | 蛋白質分解酵素                            |          |
| ERK2                          | H. sapiens      | MAPキナーゼ                | 転写抑制因子                              |          |
| ESCRT-II complex              | D. melanogaster | エンドソーム蛋白質並べ替え | ビコイドmRNA局在化                        |          |
| STAT3                         | M. musculus     | 転写因子                   | 電子伝達系                                |          |
| ヒストンH3                    | X. laevis       | DNAパッケージング          | 銅還元酵素                                |          |
| 植物                          |                 |                            |                                           |          |
| ヘキソキナーゼ                | A. thaliana     | グルコース代謝             | グルコースシグナル/細胞死制御             |          |
| プレセニリン                  | P. patens       | γ-セクレターゼ             | 細胞骨格構成                              |          |
| 真菌                          |                 |                            |                                           |          |
| アコニターゼ                  | S. cerevisiae   | クエン酸回路酵素           | mtDNA安定性                               |          |
| アルドラーゼ                  | S. cerevisiae   | 解糖系酵素                 | V-ATPアーゼ組み立て                       |          |
| Arg5,6                        | S. cerevisiae   | アルギニン生合成           | 翻訳制御                                  |          |
| エノラーゼ                    | S. cerevisiae   | 解糖系酵素                 | ホモ型液胞融合 ミトコンドリアtRNA取り込み |          |
| ガラクトキナーゼ              | K. lactis       | ガラクトース分解酵素       | ガラクトース遺伝子誘導                    |          |
| Hal3                          | S. cerevisiae   | 耐塩性決定因子             | 補酵素A生合成                             |          |
| HSP60                         | S. cerevisiae   | ミトコンドリアシャペロン   | 活性DNA安定化                             |          |
| ホスホフルクトキナーゼ        | P. pastoris     | 解糖系酵素                 | 自食ペルオキシソーム                      |          |
| ピルビン酸カルボキシラーゼ    | H. polymorpha   | 補充反応酵素               | アルコール酸化酵素組み立て                |          |
| Vhs3                          | S. cerevisiae   | 耐塩性決定因子             | 補酵素A生合成                             |          |
| 原核生物                      |                 |                            |                                           |          |
| アコニターゼ                  | M. tuberculosis | クエン酸回路酵素           | 鉄応答蛋白質                              |          |
| CYP170A1                      | S. coelicolor   | アルバフラベロン合成       | テルペン合成                              |          |
| エノラーゼ                    | S. pneumoniae   | 解糖系酵素                 | プラスミノゲン結合                        |          |
| GroEL                         | E. aerogenes    | シャペロン                 | 昆虫毒素                                  |          |
| グルタミン酸ラセマーゼ (MurI) | E. coli         | 細胞壁生合成               | DNAギラーゼ阻害                           |          |
| チオレドキシン                | E. coli         | 抗酸化物質                 | T7DNAポリメラーゼサブユニット             |          |
| 原生生物                      |                 |                            |                                           |          |
| アルドラーゼ                  | P. vivax        | 解糖系酵素                 | 宿主細胞侵入                              |          |

## 機構

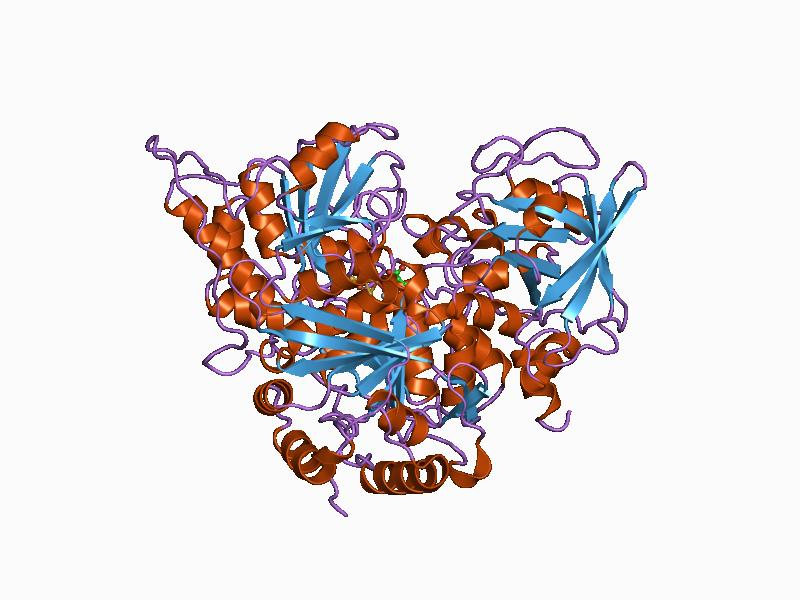
アコニターゼの結晶構造

多くの場合、蛋白質の機能性はその構造だけでなく、存在場所にも依存する。例えば、一つの蛋白質が、細胞質に存在するときにはある機能を持ち、膜と相互作用するときには別の機能を持ち、細胞から排泄されるときには更に異なる機能を持つことがある。このような複機能蛋白質の性質は、“局在性の差異”として知られている。例えば、DegP（HtrA）は、高温では蛋白質の指向性分解を行うプロテアーゼとして機能し、低温では非共有結合的な折り畳みや解きほぐし、他の高分子構造の組み立てや分解を補助するシャペロンとして機能する。更に、複機能蛋白質は、細胞内の場所だけでなく、その蛋白質が発現している細胞の種類によっても、異なる挙動を示すことがある。複機能性はまた、翻訳後修飾（PTM）の違いによる結果である可能性もある。解糖系酵素であるグリセルアルデヒド-3-リン酸デヒドロゲナーゼ（GAPDH）の場合、PTMの変化が高次の複機能性と関連することが示されている。
蛋白質が副次機能を発揮する他の方法としては、オリゴマーの状態を変える、蛋白質のリガンドや基質の濃度を変える、別の結合部位を使う、リン酸化する、などがある。異なるオリゴマー状態で異なる機能を示す蛋白質の例として、ピルビン酸キナーゼが挙げられる。ピルビン酸キナーゼは4量体として代謝活性を示し、単量体として甲状腺ホルモン結合活性を示す。リガンドや基質の濃度が変化すると、蛋白質の機能が切り替わることがある。例えば、高濃度の鉄の存在下では、アコニターゼは酵素として機能するが、低濃度の鉄の存在下では、アコニターゼは鉄応答配列結合蛋白質（IREBP）として機能し、鉄の取り込みを増加させる。蛋白質はまた、異なる仕事をする代替結合部位を使うことで、別々の機能を果たすこともある。この例はセルロプラスミンで、銅代謝のオキシダーゼとして機能し、副次的に銅非依存性のグルタチオンペルオキシダーゼとして機能する蛋白質である。最後に、リン酸化によって、複機能蛋白質の機能が切り替わることがある。例えば、グルコースリン酸イソメラーゼ（PGI）がプロテインキナーゼCK2によってSer-185でリン酸化されると、酵素としての機能は停止するが、自己分泌運動因子としての機能は維持される。従って、突然変異によって複機能蛋白質の一つの機能が不活性化されても、他の機能が影響を受けるとは限らない。
I-AniI帰還エンドヌクレアーゼ／成熟酵素やPutAプロリン脱水素酵素／転写因子など、幾つかの複機能蛋白質の結晶構造が決定された。これらの結晶構造を解析した結果、複機能蛋白質は同時に2つの機能を果たすか、あるいは立体構造変化によって2つの状態の間を交互に行き来し、其々が別々の機能を果たすことが明らかになった。例えば、DegPという蛋白質は、高温では蛋白質分解の役割を果たし、低温では再折り畳み機能に関与する。最後に、これらの結晶構造から、幾つかの複機能蛋白質では、第二の機能が第一の機能に悪影響を及ぼす可能性があることが示された。ƞ-クリスタリンに見られるように、蛋白質の第二の機能は構造を変化させ、柔軟性を低下させ、その結果、酵素活性を少々損なう可能性がある。

## 同定法
二次的な副次機能を同定する明確な手順がないため、複機能蛋白質は通常偶然、同定されてきた。そのような困難にもかかわらず、発見された複機能蛋白質の数は急速に増えている。更に、複機能蛋白質はあらゆる生物界に豊富に存在するようである。
二次的な副次機能を含む蛋白質の機能を決定するために、様々な方法が採用されてきた。例えば、蛋白質の組織、細胞、細胞内分布から、その機能を知るヒントが得られる可能性がある。リアルタイムPCRはmRNAを定量するために用いられ、異なる細胞型におけるmRNAによってコードされる特定の蛋白質の有無を推測する。あるいは、免疫組織化学や質量分析を用いて蛋白質の存在を直接検出し、特定の蛋白質がどの細胞内、細胞タイプ、組織で発現しているかを決定することもできる。
質量分析は、質量電荷比に基づく蛋白質の検出に使用される。代替スプライシングや翻訳後修飾があるため、親イオンの質量だけで蛋白質を同定することは非常に困難である。しかし、タンデム質量分析法では、親イオンの各ピークが順番にフラグメント化されるため、蛋白質を明確に同定することができる。従って、タンデム質量分析は、様々な細胞型または細胞内位置における蛋白質の存在を特定するためにプロテオーム解析で使用されるツールの一つである。予期しない場所に複機能蛋白質が存在すると、ルーチン解析が複雑になる可能性があるが、同時に予期しない多蛋白質複合体や場所に蛋白質が検出されると、その蛋白質が複機能機能を持っている可能性が示唆される。更に、質量分析を用いて、酵素の代謝活性の測定値と相関しない高い発現量の蛋白質の存在を検知することもできる。このような高発現量は、蛋白質がこれまで知られていたのとは異なる機能を果たしていることを意味しているのかもしれない。
蛋白質の構造は、その機能を決定するのにも役立つ。蛋白質の構造は、X線結晶構造解析やNMRなど、さまざまな技術によって解明される。二面偏波式干渉法を使えば、蛋白質の構造の変化を測定することができ、それが蛋白質の機能のヒントになることもある。最後に、相互作用網羅解析のようなシステム生物学的アプローチを応用することで、蛋白質が何と相互作用するかに基づいて蛋白質の機能を解明する手がかりが得られる。

## 高次複機能性
解糖系酵素であるグリセルアルデヒド-3-リン酸デヒドロゲナーゼ（GAPDH）の場合、多くの代替機能がある上に、同じ機能に複数の手段で関与することも観察されている（多機能の中の多機能性）。例えば、細胞の鉄イオン恒常性を維持する役割において、GAPDHは細胞から鉄を出し入れする機能がある。更に、鉄取り込み活性の場合、GAPDHは鉄結合型トランスフェリンや関連分子のラクトフェリンを複数の経路で細胞内に輸送できる。

## 同様の概念との関係
遺伝子共有は遺伝学、進化学、分子生物学における幾つかの概念と関連しているが、それとは異なる。遺伝子共有は同じ遺伝子から複数の影響を受けるが、多面作用とは異なり、分子レベルでは必ず別々の機能を持つ。一つの遺伝子が多面作用を示すのは、一つの酵素機能が複数の表現形質に影響を与える場合であり、共有遺伝子の突然変異が一つの形質だけに影響を与える可能性もある。遺伝子重複とそれに続く突然変異も、蛋白質機能の進化における重要な要素であると考えられている現象であるが、遺伝子共有においては、蛋白質が新しい機能を獲得する際に遺伝子配列が分岐することはなく、単一のポリペプチドは古い役割を保持しながら新しい役割を獲得する。選択的スプライシングによって、一つの遺伝子から複数のポリペプチド（複数の機能を持つ）が作られることもあるが、定義上、遺伝子共有では一つのポリペプチドが複数の機能を持つことになる:8–14。

## 臨床的意義
複機能蛋白質の複数の役割は、遺伝子型からの表現型の決定を複雑にし、先天性代謝異常症の研究を妨げている。
幾つかの疾患の複雑な表現型は、複機能蛋白質の関与によって引き起こされていると疑われている。GAPDH蛋白質には少なくとも11の機能が報告されているが、その1つにアポトーシスが含まれる。過剰なアポトーシスは、脳虚血だけでなく、ハンチントン病、アルツハイマー病、パーキンソン病など多くの神経変性疾患に関与している。アルツハイマー病患者の変性した神経細胞からGAPDHが検出された例もある。
明確な結論を出すには充分な証拠はないが、複機能蛋白質が疾病に関与している例はよく報告されている。その一つが結核である。結核菌に含まれる複機能蛋白質には、抗生物質の効果を打ち消す機能がある。具体的には、この細菌は生体内でグルタミン酸ラセマーゼを過剰発現することにより、シプロフロキサシンに対する抗生物質耐性を獲得する。病原性マイコバクテリアの表面に局在するGAPDHは、哺乳類の鉄運搬蛋白質であるトランスフェリンを捕捉して細胞内に輸送し、その結果、病原体が鉄を獲得することが示されている。